# Пипи Дългото чорапче
Пипи Дългото чорапче (на шведски: Pippi Långstrump, Пиппи Лонгструмп) е героиня от едноименната книга на шведската писателка Астрид Линдгрен.
Както казва самата писателка, „Скъпи приятели, при вас идва едно шведско момиче, което се казва Пипи Дългото чорапче. Тя е доста чудата, но аз се надявам, че въпреки това вие ще я обикнете. Пипи живее съвсем сама в една стара къща, наречена Вила Вилекула. Тя няма нито майка, нито татко, но това ни най-малко не я тревожи, защото си има кон и маймунка, а в съседната къща живеят две нейни другарчета – Томи и Аника. Пипи е най-силното момиче в света.“
Истинското име на Пипи е Пипилота Виктуалия Транспаранта Ментолка Ефраимова Дългото чорапче. Тя е 9-годишна, червенокоса, луничава, с две стърчащи настрани плитки. Живее във Вила Вилекула с малката маймунка на име Господин Нилсон и коня, който често държи на верандата и може с лекота да премести, когато пожелае. Нейни съседи са Томи и Аника Сетергрен – брат и сестра, чиито родители са винаги спокойни, когато децата им са с Пипи.
Пипи е необикновено силно момиче, богато и с талант да разправя врели-некипели, макар че никога не лъже със зла умисъл. Тя живее без родителски контрол и често се надсмива над възрастните – нещо, което импонира на младите читатели – особено, когато тези възрастни са несправедливи или нечестни.
Пипи е дъщеря на морския капитан Ефраим Дългия чорап, от когото е наследила огромната си сила. Баща ѝ пада в морето по време на буря и морето го отнася до остров Корекоредут в южните морета, където става „дебел бял вожд“. Той се връща в Швеция, за да отведе дъщеря си на острова, но Пипи отказва, тъй като е привързана към дома си и новите си приятели. Когато идва за втори път, тя тръгва с него заедно с Томи и Аника и преживяват няколко чудесни месеци на южния остров, преди да се върнат обратно в Швеция.

## За авторката
„Пипи Дългото чорапче“ е първата публикувана книга на Астрид Линдген, която ѝ носи голяма популярност. Линдгрен създава историята през 1941 г. Тогава тя гледа болната си 7-годишна дъщеря Карин, която я моли да ѝ разкаже историята за Пипи Дългото чорапче (персонаж, който самата тя току-що си е измислила). През 1944 година изпраща ръкописа на издателство „Бониер“, но те го отхвърлят. Издателство „Рабен & Сьогрен“ обаче го приемат и през 1945 г. излиза първата книга – „Пипи Дългото чорапче“ (на шведски: Pippi Långstrump). През 1946 г. е издадена втората книга – „Пипи се качва на борда“ (на шведски: Pippi Långstrump går ombord), а през 1948 г. – „Пипи в Южните морета“ (на шведски: Pippi Långstrump i Söderhavet). В периода 1969 – 1975 г. излизат още 6 книги, а последните 2 книги за Пипи са публикувани в 1979 и 2000 г.

## Книгата на български език
На български език книгата е издадена през 1968 г., с преводач Вера Ганчева, илюстрации Ингрид Ванг Нюман. Претърпява множество издания. През 2011 г. издателство „ПАН“ издава нова версия на книгата, в която са добавени още 6 глави към първоначално преведените 24. Те никога не са били превеждани и издавани на български.

## Други
По книгата са създадени множество филми. Играе се и на множество театрални сцени.